# Pavel Katsjkajev
Pavel Rjoerikovitsj Katsjkajev (Russisch: Павел Рюрикович Качкаев) (Tsjernigovka district Tsjisjminski, 4 oktober 1951) is de huidige burgemeester van de Russische stad Oefa in Basjkirostan.
Katsjkajev werd geboren in het dorpje Tsjernigovka in het district Tsjisjminski van Basjkirostan in 1951. Hij werkte als ingenieur-stemmer in de instrumentenfabriek van Oefa vanaf 1973, waar hij opklom tot technisch directeur. In 1994 werd hij benoemd tot bestuurshoofd van het district Leninski van Oefa en in 1995 werd hij viceburgemeester van Oefa. Tussen 2001 en 2003 was hij minister van de Basjkierse regering. Sinds 2003 is hij burgemeester van Oefa.